# Ємець Максим Михайлович
Максим Михайлович Ємець (позивний «Єнот»; 21 вересня 1994, с. Старий Косів, Івано-Франківська область — 5 лютого 2025, Покровський напрямок, Донецька область) — український поет, військовослужбовець, майор Збройних сил України, учасник російсько-української війни. Кавалер ордена «За мужність» III ступеня (2022). Герой України (2025, посмертно).

## Життєпис
Максим Ємець народився 21 вересня 1994 року в селі Старому Косові, нині Косівської громади Косівського району Івано-Франківської области України.
У дитинстві брав участь у військово-патріотичних організаціях — УНА-УНСО і «Тризуб» імені Степана Бандери. Згодом був учасником громадського руху «Народний контроль». 
Виховували Максима матір Надія Ємець, бабуся Марія Ємець та дідусь Валентин Ємець .
Навчався у Косівській гімназії-інтернаті, потім — в Івано-Франківському фінансово-комерційному коледжі імені Степана Граната.
На фронті від початку російсько-української війни. Спочатку служив у батальйоні «Айдар», а з 4 серпня 2014 — навідником-оператором 54-го окремого розвідувального батальйону. Брав участь у боях за Іловайськ і Дебальцеве в складі 10-ї окремої гірсько-штурмової та 24-ї окремої механізованої бригад.
У 2018 році, після завершення навчання на курсах лідерства в Одеській військовій академії, отримав офіцерське звання «молодший лейтенант».
Повномасштабне вторгнення застав на посаді командира розвідувальної роти 24-ї окремої механізованої бригади імені короля Данила. Пройшов бої за Попасну.
8 березня 2022 року під час перших днів оборони Попасної отримав важке поранення — була пробита легеня та втрачена частина шлунка.
1 червня 2022 став командиром мотопіхотного батальйону 10-ї окремої гірсько-штурмової бригади «Едельвейс». На той момент він вів бої у Сіверськодонецьку. Після оборони Сіверськодонецька перевівся у загальновійськову частину ГУР МО. Там брав участь в операціях на різних напрямках фронту. Долучився до створення плану та реалізації військових операцій зі звільнення Харківської області, Балаклійського прориву та деокупації Куп'янська у 2022 році.
Декілька разів був поранений, мав групу інвалідності.
Долучився до вироблення плану та реалізації оборони Харківщини у 2024 році, де керував оборонними операціями. Зокрема, у селі Стариця. Там ГУР спільно з підрозділами 42 ОМБр розгромили противника, не давши окупанту просунутися далі
Продовжував навчання та влітку 2024 року був слухачем лекцій у Воєнно-дипломатичній академії імені Євгенія Березняка. 
З грудня 2024 перебував на Покровському напрямку. Він працював над організацією та координацією військових операцій з оборони, зокрема, на околицях Покровська, Піщаного. Завдяки злагодженим діям 
425-го окремого штурмового полку «Скала» та 32-ї окремої механізованої бригади звільнили село Піщане.
Загинув 4 лютого 2025 року на Покровському напрямку на Донеччині від артобстрілу. У пам'ять про коханого Оксана Рубаняк пообіцяла видати його збірку поезій
Похорон відбувся 11 лютого 2025 року в Івано-Франківську. Похований на Алеї героїв на міському кладовищі в селі Чукалівка.

## Особисте
- У жовтні 2018 року одружився з Тетяною Петрів, а в листопаді 2019 року в них народилася донечка Квітослава. У лютому 2023 подружжя розлучилось.
- Максим був заручений з українською поетесою, письменницею, громадською активісткою, військовослужбовицею та командиркою роти Збройних сил України Оксаною Рубаняк[5].

## Творчість
У 2025 році посмертно вийшла збірка віршів «Наше ратне діло та роздуми про вічне» Максима Ємеця, над якою працювала наречена Оксана Рубаняк «Ксена».

## Нагороди
- звання Герой України з удостоєнням ордена «Золота Зірка» (2025, посмертно)[7]
- орден «За мужність» III ступеня (13 березня 2022) — за особисту мужність і самовіддані дії, виявлені у захисті державного суверенітету та територіальної цілісності України, вірність військовій присязі[8];
- медаль «За військову службу Україні» (2 листопада 2016) — за особисту мужність і високий професіоналізм, виявлені у захисті державного суверенітету та територіальної цілісності України, вірність військовій присязі[9];
- медаль «Хрест бойових заслуг» (посмертно)[10].